# Yves Leenhardt
Pour l’article homonyme, voir Leenhardt.
Yves Leenhardt, né le 13 avril 1926 à Castiglione en Algérie française, et mort le 7 novembre 2011 à Garches, en France, est un amiral français.

## Biographie
Yves Leenhardt a fait ses études secondaires au collège de Blida.
Entré à l’École navale de Casablanca le 29 septembre 1943, il participe à partir de septembre 1944, sur le croiseur Montcalm, aux opérations en Méditerranée occidentale.
En janvier 1946, il part pour l’Indochine sur l’aviso Commandant Dominé. Il commande à la flottille amphibie du Tonkin une section d’engins de débarquement, puis le garde côte la Comète.
Rentré en métropole en 1948, il devient officier canonnier et chef du groupement de DCA du croiseur Émile Bertin.
De 1950 à 1953, il effectue une deuxième campagne en Indochine, d’abord comme officier canonnier de l’aviso Savorgnan de Braza, puis comme commandant de la canonnière fluviale Pertuisane (ex-LSSL 9025).
Après une affectation comme directeur de l’école des électriciens d’armes, le capitaine de corvette Leennhardt devient commandant en second du centre d’essais des missiles à l’île du Levant.
Admis à l’École de guerre navale en 1961, il commande l’escorteur rapide le Normand, puis affecté à l’état-major de l’amiral commandant l’escadre en Méditerranée.
En septembre 1965, il est nommé directeur des études à bord du porte-hélicoptère Jeanne d’Arc et en 1967, il prend le commandement de l’escorteur d’escadre La Galissonnière.
En janvier 1968, il est affecté au Centre de prospective et d’évaluations avant d’être désigné en juillet 1969, pour le Cabinet militaire de Monsieur Jacques Chaban-Delmas, premier ministre.
Il est promu capitaine de vaisseau en juillet 1970.
En juillet 1972, il prend le commandement du croiseur lance-missiles Colbert, qui porte la marque de l’amiral commandant l’escadre de l’Atlantique.
Il est ensuite chef du bureau “Études Générales” de la division “Plans” de l’état-major de la Marine. Nommé contre-amiral en septembre 1976, il devient le chef de la division “Plans”.
Commandant supérieur des Forces armées en Polynésie française en juin 1978, il y exerce également de la zone maritime du Pacifique et le commandement du Centre d’essais du Pacifique. Il est promu vice-amiral en décembre 1979.
A l’automne 1980, il assume les fonctions de président de la Commission permanente des essais des bâtiments de la flotte. Il prend rang et appellation de vice-amiral d’escadre en janvier 1982.
Élevé au rang et appellation d’amiral, il devient chef d’état-major de la Marine le 1er août 1982.
L’amiral Yves Leenhardt est grand officier de la légion d’honneur, titulaire de la Croix de guerre des théâtres d'opération extérieurs (quatre citations) et officier du mérite maritime.
Il est marié et père de 3 enfants.
Il préside la Société nationale de sauvetage en mer de 1987 à 1993.

## Distinctions
- Grand-croix de la Légion d'honneur
- Grand-croix de l'ordre national du Mérite
- Grand-croix de l'ordre d'Aviz ( Portugal, 1987)[4]